# Мукасей, Анатолий Михайлович
Анато́лий Миха́йлович Мукасе́й (род. 26 июля 1938, Ленинград) — советский и российский кинооператор; лауреат Государственной премии СССР (1986), заслуженный деятель искусств РСФСР (1991), народный артист РФ (2009).
Великий (не раскрытый) российский актёр. Как у большинства великих актёров -  лицо приобретало портретное сходство с теми, о ком он рассказывал.

## Биография
А. М. Мукасей родился 26 июля 1938 года в Ленинграде в семье легендарных советских разведчиков-нелегалов Михаила Исааковича Мукасея (1907—2008) и Елизаветы Ивановны Мукасей (1912—2009).
В 1961 году окончил операторский факультет Всесоюзного государственного института кинематографии (мастерская Александра Гальперина). В 1961—1962 годах работал на Ленинградской студии кинохроники. С 1962 года — оператор-постановщик киностудии «Мосфильм».
Член Президиума Российской Академии кинематографических искусств «Ника».

## Общественная позиция
11 марта 2014 года подписал обращение деятелей культуры Российской Федерации в поддержку политики президента РФ В. В. Путина на Украине и в Крыму.

## Семья
Жена — Светлана Дружинина (род. 16 декабря 1935), советская и российская актриса, режиссёр, сценарист; заслуженный деятель искусств РСФСР (1989), народная артистка РФ (2001). Анатолий и Светлана познакомились на институтской волейбольной площадке, ещё будучи студентами. Оба были капитанами команды ВГИКа, их так и прозвали «два капитана». В 2018 году супруги отметили 60-летний юбилей совместной жизни.
Сын — Анатолий (1959—1987), художник.
Сын — Михаил (род. 3 января 1966), кинооператор и кинопродюсер.
Третья невестка (с 17 августа 2012 года) — Екатерина Гамова (род. 17 октября 1980), российская волейболистка, заслуженный мастер спорта России.

## Государственные награды и звания
- Лауреат Государственной премии СССР (1986) — за операторскую работу в фильме «Чучело» (1983);
- Заслуженный деятель искусств РСФСР (1991);
- Почётное звание «Народный артист Российской Федерации» (2009) — за большие заслуги в области искусства[2];
- Орден Почёта (2024) — за большой вклад в развитие отечественной культуры и искусства, многолетнюю плодотворную деятельность[8][9].
- Специальная награда премии «Золотой орёл» за выдающийся вклад в российский кинематограф (2024)

## Фильмография

### Оператор-постановщик
- 1964 — Дайте жалобную книгу (реж. Э. Рязанов)
- 1966 — Берегись автомобиля (реж. Э. Рязанов)
- 1967 — Морские рассказы (реж. А. Сахаров, А. Светлов)
- 1968 — Первая девушка (реж. Б. Яшин)
- 1970 — Внимание, черепаха! (реж. Р. Быков)
- 1971 — Телеграмма (реж. Р. Быков)
- 1972 — Большая перемена (реж. А. Коренев)
- 1973 — Исполнение желаний (реж. С. Дружинина)
- 1975 — Повесть о человеческом сердце (реж. Д. Храбровицкий)
- 1976 — Солнце, снова солнце (реж. С. Дружинина)
- 1977 — Нос (реж. Р. Быков)
- 1977 — По семейным обстоятельствам (реж. А. Коренев)
- 1978 — Пока безумствует мечта (реж. Ю. Горковенко)
- 1979 — Сватовство гусара (реж. С. Дружинина)
- 1980 — Дульсинея Тобосская (реж. С. Дружинина)
- 1982 — Принцесса цирка (реж. С. Дружинина)
- 1985 — Чучело (реж. Р. Быков)
- 1986 — Чичерин (реж. А. Зархи)
- 1988 — Сержант (реж. С. Гайдук)
- 1988 — Эсперанса (реж. С. Ольхович)
- 1990 — Вот я стал богатый сэр и приехал в эССэСэр (реж. Ю. Горковенко)
- 1990 — Ловушка для одинокого мужчины (реж. А. Коренев)
- 1991 — Виват, гардемарины! (реж. С. Дружинина)
- 1991 — Не будите спящую собаку (реж. А. Бобровский)
- 1992 — Гардемарины 3 (реж. С. Дружинина)
- 1993 — Если бы знать… (реж. Б. Бланк)
- 1993 — Шейлок (реж. Б. Бланк)
- 1995 — Мишель (реж. К. Худяков)
- 2000—2013 — Тайны дворцовых переворотов. Россия, век XVIII-й (реж. С. Дружинина)
- 2020 — Гардемарины 1787. Мир (реж. С. Дружинина)
- 2023 — Гардемарины 1787. Война (реж. С. Дружинина)

### Актёр
- 1967 — Морские рассказы — матрос Мукасей
- 1979 — Сватовство гусара — гусар
- 1984 — Полуночная бабочка (короткометражный)
- 1988 — Сержант
- 2010 — На измене